# Marcel Neven
Marcel Neven (Wezet, 27 augustus 1943) is een Belgisch volksvertegenwoordiger en burgemeester.

## Levensloop
Neven is licentiaat klassieke filologie, werd leraar Latijn-Grieks en was studieprefect van het Atheneum van Aywaille.
Hij was voor de PRL van 1976 tot 2018 gemeenteraadslid van Wezet, was er van 1977 tot 1988 schepen en van 1989 tot 2018 burgemeester. Ook was hij politiek secretaris van de PRL-afdeling in het arrondissement Luik.
Van 1985 tot 1991 zetelde hij voor de PRL voor het arrondissement Luik in de Kamer van volksvertegenwoordigers. Vanuit die functie zetelde hij tevens in de Waalse Gewestraad en de Raad van de Franse Gemeenschap. Nadat hij in 1991 niet herkozen was, werd hij adjunct-secretaris-generaal van de Economische en Sociale Raad van het Waals Gewest. Ook werd hij ondervoorzitter van de onderwijsraad van de gemeenten en provincies. 
Van 1995 tot 2014 zetelde Neven in het Waals Parlement en het Parlement van de Franse Gemeenschap. Van 1999 tot 2004 was hij secretaris van het Parlement van de Franse Gemeenschap en van juni tot juli 2004 secretaris van het Waals Parlement.
Bij de federale verkiezingen van 2014 stond hij als lijstduwer van de opvolgers op de MR-lijst.